# Andreas Heldmann
Andreas Heldmann (Berethalom, 1668 – Holm, feltehetőleg 1770. eleje körül) erdélyi szász történész, nyelvész.

## Élete
A gimnáziumot Medgyesen kezdte el, és 1709-től Nagyszebenben folytatta. 1714-ben megismerkedett a hazafelé tartó XII. Károly svéd királlyal, akinek az egyik tisztje rábeszélte, hogy Svédországba költözzék. 1715-ben beiratkozott az uppsalai egyetemre; ugyanott 1719 és 1750. november 17-ig a német nyelv tanára lett. Itt írta meg „Disputatio historica de origine septemcastrensium Transilvaniae Germanorum" című művét, amelynek az első része Erdélyt és népeit írja le, a második részek pedig az erdélyi szászok eredetével foglalkozik. A svédek számára német nyelvtant írt  (1726), de kiadott egy svéd nyelvtant is (1738). 1731-ben a filozófia magisztere címet nyerte el. 
Feltehetőleg 1770 elején hunyt el, mivel 1770. február 5-én felfüggesztették nyugdíjának folyósítását.

## Művei
- Der für Schweden, wie nöthig- so nützlich-folglich auch rühmliche Neustädter Friede, errichtet und geschlossen, als man schrieb: FreDerICh reX sVeCorVM; ausz unterthänigster Pflicht aber und demüthigstem gehorsam vorgestellet und gesungen : von Andrea Heldmann. Upsal, gedruckt, bey Joh. Heinr. Werner, directeur über alle Buchdruckereyen des Reiches, Anno 1722
- Dissertatio historica de origine septem castrensium Transylvaniae Germanorum (Uppsala, 1726)
- Grammatica germanica svethizans, eller Den bäste genwägen till tyska språket, för en swänsk, wist af Andreas Heldmann. Cum cens. & approb. ampl. facult. phil. Upsaliensis. Stockholm och Upsala uplagdt af Joh. Hinrich Russworm. Anno 1726
- An ihro königliche Majestät, den groszmächtigsten, allergnädigsten König, Friedrich den Ersten, der Schweden Gothen und Wenden König, Landgrafen zu Heszen, &c. &c. &c. bey glücklich vollbrachter Reise, ausz dero Erb-Landen, und, mit : aller Unterthanen Frohlocken, geschehenem Einzuge, in dero königl. Residence Stockholm, den 13 Novembr. 1731. Gedruckt in Uppsala
- Dissertatio philosophica, de justitia rectoria divina in genere, quam … præside … Johanne Hermansson … pro gradu, publice ventilandam sistit Andreas Heldmann, saxo transilvanus … anno M DCC XXXI. d. X. junii, in audit. Carol. maj. …
- Versuch einer schwedischen Grammatica, fürnehmlich zum Gebrauch eines Teutschen, verfaszet und herausgegeben von And. Heldmann. Cum privilegio. Zu Upsal, gedruckt bey seel. Joh. Höjers Wittwe, 1738